# South East England
South East England (South East) – jeden z dziewięciu regionów Anglii, obejmujący jej południowo-wschodnią część. Zajmuje powierzchnię 19 070 km² (15% terytorium Anglii), w 2021 roku zamieszkany był przez 9 294 800 osób (16% ludności Anglii).
Największe miasta regionu to Southampton (liczba mieszkańców w 2011 r. – 253 651), Portsmouth (238 137), Brighton and Hove (229 700), Reading (218 705), Milton Keynes (171 750), Oksford (159 994), Slough (155 298) i High Wycombe (120 256).
Najwyższym punktem jest Walbury Hill, w hrabstwie Berkshire, o wysokości 297 m n.p.m.

## Podział terytorialny
Region South East obejmuje dziewięć hrabstw ceremonialnych. Podzielony jest na 19 jednostek administracyjnych niższego rzędu: 6 hrabstw niemetropolitalnych i 13 jednostek typu unitary authority.

Podział administracyjny regionu South East (legenda: patrz tabela obok)

| Nr na mapie | Hrabstwo ceremonialne | Hrabstwo niemetropolitalne           | Dystrykt niemetropolitalny           |
| Nr na mapie | Hrabstwo ceremonialne | lub jednostka typu unitary authority | lub jednostka typu unitary authority |
| ----------- | --------------------- | ------------------------------------ | ------------------------------------ |
| 1a          | Berkshire             | West Berkshire                       | West Berkshire                       |
| 1b          | Berkshire             | Reading                              | Reading                              |
| 1c          | Berkshire             | Wokingham                            | Wokingham                            |
| 1d          | Berkshire             | Bracknell Forest                     | Bracknell Forest                     |
| 1e          | Berkshire             | Windsor and Maidenhead               | Windsor and Maidenhead               |
| 1f          | Berkshire             | Slough                               | Slough                               |
| 2           | Buckinghamshire       | Buckinghamshire                      | Buckinghamshire                      |
| 3           | Buckinghamshire       | Milton Keynes                        | Milton Keynes                        |
| 4a          | East Sussex           | East Sussex                          | Hastings                             |
| 4b          | East Sussex           | East Sussex                          | Rother                               |
| 4c          | East Sussex           | East Sussex                          | Wealden                              |
| 4d          | East Sussex           | East Sussex                          | Eastbourne                           |
| 4e          | East Sussex           | East Sussex                          | Lewes                                |
| 5           | East Sussex           | Brighton and Hove                    | Brighton and Hove                    |
| 6a          | Kent                  | Kent                                 | Dartford                             |
| 6b          | Kent                  | Kent                                 | Gravesham                            |
| 6c          | Kent                  | Kent                                 | Sevenoaks                            |
| 6d          | Kent                  | Kent                                 | Tonbridge and Malling                |
| 6e          | Kent                  | Kent                                 | Tunbridge Wells                      |
| 6f          | Kent                  | Kent                                 | Maidstone                            |
| 6g          | Kent                  | Kent                                 | Swale                                |
| 6h          | Kent                  | Kent                                 | Ashford                              |
| 6i          | Kent                  | Kent                                 | Folkestone and Hythe                 |
| 6j          | Kent                  | Kent                                 | Canterbury                           |
| 6k          | Kent                  | Kent                                 | Dover                                |
| 6l          | Kent                  | Kent                                 | Thanet                               |
| 7           | Kent                  | Medway                               | Medway                               |
| 8a          | Oxfordshire           | Oxfordshire                          | Oksford                              |
| 8b          | Oxfordshire           | Oxfordshire                          | Cherwell                             |
| 8c          | Oxfordshire           | Oxfordshire                          | South Oxfordshire                    |
| 8d          | Oxfordshire           | Oxfordshire                          | Vale of White Horse                  |
| 8e          | Oxfordshire           | Oxfordshire                          | West Oxfordshire                     |
| 9a          | Surrey                | Surrey                               | Spelthorne                           |
| 9b          | Surrey                | Surrey                               | Runnymede                            |
| 9c          | Surrey                | Surrey                               | Surrey Heath                         |
| 9d          | Surrey                | Surrey                               | Woking                               |
| 9e          | Surrey                | Surrey                               | Elmbridge                            |
| 9f          | Surrey                | Surrey                               | Guildford                            |
| 9g          | Surrey                | Surrey                               | Waverley                             |
| 9h          | Surrey                | Surrey                               | Mole Valley                          |
| 9i          | Surrey                | Surrey                               | Epsom and Ewell                      |
| 9j          | Surrey                | Surrey                               | Reigate and Banstead                 |
| 9k          | Surrey                | Surrey                               | Tandridge                            |
| 10a         | West Sussex           | West Sussex                          | Worthing                             |
| 10b         | West Sussex           | West Sussex                          | Arun                                 |
| 10c         | West Sussex           | West Sussex                          | Chichester                           |
| 10d         | West Sussex           | West Sussex                          | Horsham                              |
| 10e         | West Sussex           | West Sussex                          | Crawley                              |
| 10f         | West Sussex           | West Sussex                          | Mid Sussex                           |
| 10g         | West Sussex           | West Sussex                          | Adur                                 |
| 11a         | Hampshire             | Hampshire                            | Fareham                              |
| 11b         | Hampshire             | Hampshire                            | Gosport                              |
| 11c         | Hampshire             | Hampshire                            | Winchester                           |
| 11d         | Hampshire             | Hampshire                            | Havant                               |
| 11e         | Hampshire             | Hampshire                            | East Hampshire                       |
| 11f         | Hampshire             | Hampshire                            | Hart                                 |
| 11g         | Hampshire             | Hampshire                            | Rushmoor                             |
| 11h         | Hampshire             | Hampshire                            | Basingstoke and Deane                |
| 11i         | Hampshire             | Hampshire                            | Test Valley                          |
| 11j         | Hampshire             | Hampshire                            | Eastleigh                            |
| 11k         | Hampshire             | Hampshire                            | New Forest                           |
| 12          | Hampshire             | Southampton                          | Southampton                          |
| 13          | Hampshire             | Portsmouth                           | Portsmouth                           |
| 14          | Wight                 | Wight                                | Wight                                |